# 출입구 효과
출입구 효과(doorway effect) 또는 위치 갱신 효과(location updating effect)는 출입구를 지나거나 한 장소에서 다른 장소로 이동할 때 발생하는 단기 기억 상실로 특징지어지는, 반복 검증이 가능한 심리학적 현상이다. 우리는 경계를 넘어선 직후 최근에 중요했던 것들을 잊어버리는 경향이 있으며, 다른 방에 들어갔을 때 무엇을 생각하고 있었는지 혹은 무엇을 하려고 했는지 종종 잊어버린다. 연구에 따르면 이러한 현상은 실제 경계(예: 문을 통해 한 방에서 다른 방으로 이동)와 비유적 경계(예: 출입구를 지나가는 것을 상상하거나 심지어 컴퓨터에서 한 데스크톱 창에서 다른 창으로 이동) 모두에서 발생한다.
기억은 수면에 의해 중단되는 연속적인 흐름이 아니라 강의를 듣거나 가족과 식사를 하는 것과 같은 특정 사건이나 일화를 중심으로 조직된다. 이러한 구성을 일화 기억이라고 하는데, 이는 사건의 시간적, 공간적 관계와 함께 일시적으로 날짜가 매겨진 사건에 관한 정보를 수용하고 저장하는 것을 포함한다.
다수의 심리학 연구에 따르면 사건이 발생하는 장소를 포함한 외부 맥락이 기억을 구분하는 데 중요한 역할을 한다. 이러한 맥락은 서로 다른 기억된 사건들 사이의 구분을 확립하는 데 도움을 준다. 현재 우리가 있는 환경에서 일어나는 사건들에 대한 기억은 다른 장소에서의 기억에 비해 더 쉽게 접근할 수 있다. 결과적으로 우리가 공간적 변화를 경험하고 다른 장소로 이동할 때, 이는 우리의 연속적인 기억의 흐름을 구분되는 부분들로 분류하고 구분하는 경계 표지로 작용할 수 있다.

## 연구
출입구 효과에 관한 연구는 사람들이 가상환경에서 다양한 물체를 집어 들고 내려놓으면서 이동하는 것을 포함한다. 이러한 실험에서 참가자들은 (1) 넓은 방을 가로질러 이동하거나 (2) 새로운 방에 들어갈 때(공간적 변화) 이러한 물체들의 이름을 제시받았다. 그런 다음 언급된 물체가 자신이 운반하다가 결국 내려놓은 물체와 일치하는지 표시해야 했다. 출입구가 사건의 경계로 작용한다는 연구 결과는 기억의 구성과 유지에 대한 더 넓은 이해에 기여한다. 이는 기억이 객관적으로 회상되는 방식에서 주변 환경의 구조가 중요하다는 것을 보여주며, 동시에 주관적으로 회상되는 방식, 즉 감정의 정서가, 특정 감정, 그 강도와 지속 시간도 중요하다는 것을 나타낸다.
- 2006년, 게이브리얼 A. 라드반스키와 데이비드 E. 코플랜드[12]는 공간적 이동과 사람으로부터의 분리로 인해 물체에 대한 성공적인 회상이 덜 접근 가능해진다는 것을 최초로 입증하는 실험을 수행했다. 이는 가상의 방을 통해 연관되거나 분리된 물체들을 이동시킴으로써 측정되었다.[12] 라드반스키와 코플랜드는 참가자들에게 물체가 참가자와 연관되거나 분리되는 짧은 이야기에 참여하도록 했다. 예를 들어, 어떤 사람이 운동복을 입고(연관), 그것을 벗은 후(분리), 달리기를 하러 갈 수 있다. 연구자들은 기억 탐침과 이해도와 같은 명시적 요인뿐만 아니라 읽기 시간과 같은 암묵적 요인도 측정했다. 결과는 물체가 사람과 연관되어 있을 때와 비교하여 분리되었을 때 해당 물체에 대한 정보가 덜 이용 가능해진다는 것을 보여주었다. 이러한 패턴은 공간적 이동이 인지 처리를 방해한다는 것을 보여주는 이전 연구들과 일치했다. 그러나 관찰된 공간적 효과가 참가자와 물체의 연관/분리 때문인지, 아니면 실제 공간 변화 때문인지는 불분명했다. 따라서 라드반스키와 코플랜드는 이 두 요소를 분리하여 독립적으로 연구하고자 했다. 이를 위해 그들은 일정한 거리를 유지하면서 벽과 문을 사실상 제거한 다양한 크기의 방을 도입했다. 이를 통해 물체의 연관/분리와 공간적 이동의 개별적 영향을 평가할 수 있었다. 그들의 결론은 두 가지였다: 물체의 연관/분리와 관련된 효과는 지속되었고, 출입구를 통과하는 것이 쉽게 이용 가능한 정보를 덜 접근 가능하게 만든다는 명확한 증거가 있었다. 실험 1은 공간적 이동 후 물체에 대한 정보의 이용 가능성이 사람과의 연관/분리에 따라 변하는지 조사하는 것을 목표로 했다. 표준 연관/분리 효과는 텍스트 이해에서 역동적 상황 내 물체와 개인 간의 관계가 미치는 영향을 말한다. 더 쉽게 말하면, 사람들이 이야기를 읽을 때 보이는 반응이나 느낌이 시간에 따른 관계와 변화를 기반으로 달라진다는 것이다. 연구자들은 상황 모형 이론이 예측한 대로 텍스트 이해 연구에서 관찰된 패턴이 가상현실 맥락에서도 적용되는지 보고자 했다. 반면에 전통적인 기억 모형은 공간적 변화가 기억에 영향을 미치지 않을 것이라고 예측했을 수 있다. 실험 1의 결과는 공간적 이동 후에 물체가 사람과 분리되었을 때보다 연관되어 있을 때 참가자들이 더 정확하고 빠르게 반응했다는 것을 보여주었다. 이는 사람들이 상황의 공간적, 관계적 측면을 적극적으로 모니터링하며, 이것이 정보가 기억에 저장되는 방식에 영향을 미친다는 것을 나타냈다. 이러한 발견은 환경적 상호작용을 무시하는 기억 이론들에 도전을 제기했다. 물체 이름의 명시적 시연조차도 방해를 받았다. 따라서 기억은 맥락과의 능동적인 상호작용을 포함한다. 효과는 분명했지만, 참가자들이 자신이 운반하는 것을 모니터링했는지, 아니면 공간적 이동 자체가 원인이었는지는 불확실했다.
  1. 참가자: 노트르담 대학교에서 41명(여성 15명)을 모집했다. 추가 참가자들도 있었으나, 여러 이유로 10명의 데이터는 제외해야 했다.
  2. 재료와 설정: 66개의 방이 있는 가상환경을 만드는 프로그램을 사용했다. 모든 방의 크기는 동일했으며, 각 방에는 집어 들 수 있는 물체가 놓인 탁자가 있었다. 또한 탁자에는 이전 방에서 가져온 물체를 놓아야 하는 빈 공간이 있었다. 방들은 서로 다른 벽 패턴으로 구분되었다. 각 방의 문은 절대 같은 벽에 위치하지 않았다.
  3. 물체: 물체들은 색상과 모양을 조합하여 만들어졌다. 색상에는 빨간색, 주황색, 노란색, 초록색, 파란색, 보라색, 흰색, 회색, 갈색, 검정색이 포함되었다. 모양은 정육면체, 쐐기, 막대, 원반, 십자가(X), 원뿔이었다.
  4. 디스플레이: 모든 것을 보여주기 위해 대형 화면과 컴퓨터를 사용했다.
  5. 절차: 참가자들은 큰 화면 앞에 앉아서 방에서 방으로 물체를 옮기라는 지시를 받았다. 물체를 집어 들면 사라졌다가 내려놓으면 탁자 위에 다시 나타났다. 이러한 행동의 순서는 중요하지 않았다. 다음 방으로 가는 문은 물체와 관련된 두 행동을 모두 수행했을 때만 열렸다.
  6. 기억 탐침 시행: 참가자들의 기억을 확인하는 51개의 시행이 있었다. 방에 들어갔을 때, 화면에 색상과 모양 이름이 나타났다. 이것이 자신이 운반 중이거나 방금 내려놓은 물체와 일치하면 "예"라고 말해야 했다. 일치하지 않으면 "아니요"라고 말했다. "예"와 "아니요"에는 마우스 버튼을, 가상 공간에서의 이동에는 화살표 키를 사용했다. 일부 시행은 연관된 물체를 검사했고, 일부는 분리된 물체를, 일부는 전혀 관련 없는 것을 검사했다. 실험은 약 10~15분이 소요되었다. 실험 2는 실험 1에서 관찰된 효과에서 물체의 연관/분리와 공간적 변화의 기여도를 이해하는 것을 목표로 했다. 연구자들은 일정한 거리를 유지하면서 벽과 문을 사실상 제거하여 크기가 다른 방들을 도입했다. 이를 통해 이러한 요인들의 독립적인 영향을 분석할 수 있었다.
  7. 참가자: 노트르담 대학교에서 54명(여성 26명)이 참여했다. 다양한 이유로 11명의 참가자 데이터는 제외해야 했다.
  8. 재료와 절차: 가상환경을 만들기 위해 실험 1과 동일한 도구와 방법을 사용했다. 큰 방과 작은 방, 두 종류의 방을 만들었다. 본질적으로 벽과 문을 제거하여 방의 모양을 바꾸었지만, 이동 거리는 동일하게 유지되었다. 이러한 변화는 공간의 변화 여부에 영향을 미쳤다.
  9. 무변화 시행: 이러한 시행에서는 누군가 큰 방에 들어갔을 때, 방의 일부가 어두워졌고 잘못된 탁자가 있는 방의 잘못된 부분으로 가는 것을 막기 위한 보이지 않는 장벽이 있었다. 장벽은 물체를 올바른 탁자에 놓고 다음 물체를 집어 들면 사라졌다. 기억 질문은 방의 두 번째 반쪽으로 들어갔을 때 나타났다.
  10. 변화 시행: 이러한 시행에서는 공간 변화를 만들었다. 그러나 변화가 있을 때마다 기억 질문을 하지는 않았다.
  11. 결과: 실험 2는 실험 1에서 본 것과 같이 물체와 사람 사이의 연관성이 기억에 영향을 미치는 효과가 다시 관찰되었음을 발견했다. 이 효과는 공간 변화가 없을 때도 지속되었다. 또한 공간 변화를 만드는 것은 그 자체로 효과가 있었다. 출입구를 통과하는 것은 보통 쉽게 기억할 수 있는 정보를 더 어렵게 접근하게 만들었다. 그러나 덜 중요한 정보는 덜 영향을 받았다. 이는 사물들이 어떻게 연결되어 있는지와 공간적 맥락과 같은 서로 다른 요소들이 사람들이 상황을 이해하는 방식에 영향을 미친다는 것을 보여준다. 전반적으로 이 연구는 우리의 기억이 환경과의 상호작용에 의해 어떻게 영향을 받는지에 대한 통찰을 제공한다. 이는 새로운 방으로 이동할 때 우리의 정신적 표상을 갱신해야 할 필요성 때문에 출입구 효과가 기억을 방해한다는 것을 보여준다. 이 갱신 과정은 인지적 노력과 조정을 요구하며, 처리 과정에 영향을 미쳐 오류를 초래한다. 더 많은 연구가 필요하지만, 이 연구는 물리적 경험과 정신적 이해 사이의 상호작용에 대해 빛을 비춘다.
- 2011년, 노트르담 대학교 심리학과의 게이브리얼 A. 라드반스키, 사빈 A. 크라비츠, 안드레아 K. 탬플린은[1] 실험 1에서 몰입도 감소가 위치 갱신 효과에 어떤 영향을 미치는지 이해하고자 했다. 만약 이 효과가 사건 갱신에 직접적인 경험과 구조적 환경의 영향이 필요하기 때문에 높은 몰입도를 요구한다면, 화면 크기를 줄이는 것이 몰입도와 효과를 감소시킬 수 있다. 반대로 이 효과가 몰입도와 관계없이 사건들 간의 정보 추적에서 비롯된다면, 위치 갱신 효과는 여전히 관찰 가능할 것이다. 이 실험에서는 몰입도를 줄이기 위해 더 큰 화면(66인치) 대신 표준 17인치 대각선 모니터를 사용했다.
  1. 참가자: 노트르담 대학교 참가자 풀에서 55명(여성 31명)을 모집했으며, 이들은 참여에 대한 부분적인 학점을 받았다.
  2. 재료와 설정: 가상환경은 밸브 해머 프로그램을 사용하여 만들어졌다. 디스플레이를 위해 표준 17인치 대각선 모니터를 사용했다. 환경에는 55개의 방이 있었고, 변화와 무변화 조건에서 이동 거리가 동일하도록 두 가지 크기로 구성되었다. 각 방에는 물체를 집어 들 수 있는 하나 또는 두 개의 직사각형 탁자가 있었다. 반복을 피하기 위해 출입구는 같은 벽에 위치하지 않았다.
  3. 물체: 물체들은 빨간색, 주황색, 노란색, 초록색, 파란색, 보라색, 흰색, 회색, 갈색, 검정색을 포함하는 색상과 정육면체, 쐐기, 막대, 원반, 십자가(X), 원뿔을 포함하는 모양의 조합이었다.
  4. 절차: 참가자들은 디스플레이로부터 약 0.67미터 거리에 앉아서 물체를 집어 들고, 큰 방을 가로질러(무변화) 또는 출입구를 통과하여(변화) 다음 탁자로 이동하여 물체를 탁자에 놓고, 다음 물체를 집어 드는 등의 지시를 받았다. 물체를 집어 들고 놓는 것은 탁자를 터치하여 수행되었다. 방들을 통과하는 진행은 참가자들 뒤에서 문을 닫고 물체가 탁자에 놓인 후에 문을 여는 방식으로 통제되었다. 탐침 시행에서는 참가자들이 탐침이 운반 중이거나 내려놓은 물체와 일치하면 "예"로, 그렇지 않으면 "아니오"로 응답해야 했다. 긍정과 부정 탐침은 변화와 무변화 조건 모두에서 제시되었다. 절차는 약 15~20분이 소요되었다. 이 실험은 몰입도 감소가 위치 갱신 효과에 미치는 영향을 조사하여, 몰입도 수준이 사건 갱신에 영향을 미치는지 또는 사건들 간의 정보 추적이 이 효과에 영향을 미치는 주요 요인인지를 밝혔다. 요약하면, 덜 몰입적인 설정에서도 여전히 위치 갱신 효과가 있었다. 위치 변화 후에 기억 수행이 더 나빠졌는데, 이는 사건의 정신적 표상을 갱신하는 것이 기억을 방해할 수 있다는 것을 나타낸다. 그러나 오류율 데이터를 볼 때, 반응 시간 데이터에서 사건 갱신 효과가 없는 것은 불분명하다. 이 결과는 오류율의 패턴이 동일하게 유지되므로 망각이 감소했다고 해석할 수 없다. 가능한 설명은 더 작은 디스플레이 크기가 적극적으로 모니터링해야 하는 시각각(248도 대 808도)의 부분을 감소시켜 전반적으로 더 빠른 반응 시간(이 연구에서 평균 358밀리초 더 빠름)을 초래했고, 잠재적으로 반응 시간 차이의 관찰을 가렸을 수 있다는 것이다. 실험 2는 컴퓨터 화면에서의 매개된 경험과 비교하여 최대 몰입도를 가진 실제 환경에서 위치 갱신 효과가 관찰될 수 있는지 확인하는 것을 목표로 했다. 실제 경험은 비매개적인 것으로 간주되는 반면, 가상환경은 정확한 수행을 위해 실제 환경이 제공하는 단서가 부족할 수 있다. 이전의 증거는 가상환경이 실제 환경에 비해 빈약한 특성과 관련된 인지적 결함을 초래할 수 있다는 것을 시사한다. 연구는 가상환경에서의 공간적 단서의 부족이 위치 이동이 더 방해가 되는 이유를 설명할 수 있다고 추측했다. 그러나 사건 인지 관점에 따르면, 사건 모형을 모니터링하고 갱신해야 할 필요성은 실제 상황에도 적용되어야 한다. 실험의 원리를 실제 세계의 제약에 맞추기 위해, 실험실에서 세 개의 더 큰 방을 사용했다. 연구는 참가자들이 방들 사이를 이동하는 세 번의 위치 이동을 포함했다. 각 방 안에서는 무변화 조건이 한 탁자에서 과제를 수행한 다음 방을 가로질러 다음 과제를 수행하는 것을 포함했다. 실용성을 위해 참가자의 절반은 마지막 시행을 원래 방으로 돌아가는 것으로 마쳤다. 충분한 관찰을 보장하기 위해 각 시행 동안 여섯 개의 물체가 이동되었다. 이러한 접근 방식은 연구가 실제 세계 맥락에서 위치 갱신 효과를 탐구하면서 물류적 과제를 해결할 수 있게 했다. 노트르담 대학교에서 60명(여성 28명)이 실험 2에 참여했으며, 부분적인 학점을 받았다. 연구는 가상 환경과 대조되는 최대 몰입도를 가진 실제 세계 환경에서 위치 갱신 효과를 평가하는 것을 목표로 했다. 참가자들은 다양한 방 크기와 이동 조건을 가진 세 개의 방으로 구성된 환경을 탐색했다. 참가자들이 물체를 집어 들고 방해 과제 후에 재인 검사를 완료하는 시행에서 색깔 있는 블록이 사용되었다. 각 시행은 12개의 재인 탐침을 포함했으며, 절차는 약 15~20분이 소요되었다. 실험 2는 실제 세계 환경에서 위치 갱신 효과를 확인했으며, 이는 가상환경에서의 발견과 유사했다. 단순히 방을 가로지르는 것에 비해 공간적 이동 후에 기억 감소가 분명했는데, 이는 사건 인지 관점과 일치한다. 위치 변화 시 사건 모형을 갱신하는 것은 기억 비용을 초래했으며, 이전에 관련 있던 정보가 덜 접근 가능하게 되었다. 실험 3에서는 위치 갱신 효과에 대한 대안적 설명이 탐구되었다. 이 설명은 부호화와 비교하여 검색 시 환경적 맥락의 차이로 인해 망각이 발생할 수 있다고 제안했다. 서로 다른 방들은 구별되는 맥락으로 작용할 수 있어, 맥락이 다를 때 기억 검색이 더 나빠질 수 있다. 이를 조사하기 위해 실험 3은 참가자들이 공간적 이동 후 원래 위치로 돌아가는 반환 조건을 도입했다. 또한 원래 방으로 돌아가지 않고 두 번의 공간적 이동을 포함하는 이중 이동 조건도 있었다. 결과는 기억 방해에 대한 사건 지평선 모형과 부호화 특수성 설명을 구별하는 것을 목표로 했다. 노트르담 대학교에서 48명(여성 28명)이 참여했다. 가상환경은 몰입도를 높이기 위해 66인치 대각선 스마트보드에 표시되었다. 가상 공간은 다양한 크기의 88개 방으로 구성되었다. 물체는 각 방의 직사각형 탁자에 놓였다. 절차는 총 64개의 시행에서 공간적 이동 후 기억 탐침 시행을 포함했다. 실험은 약 15~20분이 소요되었다. 연구 결과는 기억 방해가 통과한 방의 수에 영향을 받는지 또는 검색 중 맥락적 단서의 변화에 영향을 받는지를 밝히는 것을 목표로 했다. 일반적으로 반응 시간 데이터는 오류율 분석의 결과와 매우 유사했다. 특히 원래 맥락으로 돌아갔을 때 개선이 없다는 것은 중요한 관찰이다. 이는 위치 갱신 효과에 대한 맥락 기반 설명의 가능성을 강력하게 기각한다.

- 2016년 노트르담 대학교 심리학과의 카일 A. 페티존과 게이브리얼 A. 라드반스키[8]
- 2021년 본드 대학교의 제시카 맥파디언, 크리스토퍼 놀란, 엘렌 피노시, 데이비드 부테리, 올리버 바우만[2]

2021년 연구에서 네 가지 실험을 통해 출입구 효과를 재현하고자 했다. 실제 방과 가상 방 모두에서, 그리고 참가자들이 "방해 과제"(거꾸로 세기)를 수행하는 경우와 수행하지 않는 경우 모두에서 실험을 진행했다. 한 실험에서는 - 가상 방에서 방해 과제와 함께 - 출입구가 오긍정(즉, 거짓 기억)을 통계적으로 유의미하게 증가시켰지만, 오부정(즉, 망각)은 증가시키지 않았다. 다른 세 실험에서는 출입구가 아무런 영향을 미치지 않았다. 연구자들은 이것이 "우리가 새로운 방에 들어간 후 머릿속에 있던 한 가지 항목을 가끔 잊어버릴 수 있지만, 중요한 것은 이것이 보통 다른 생각들이 머릿속에 있을 때 일어난다..."는 실제 생활과 일치한다고 제안했다.
연구 저자 중 한 명인 심리학자 올리버 바우만은 "망각에 대해 '면역'을 갖게 하는 것이 가능할 수 있다"고 추측했다. "우리가 하고자 하는 일에 대해 한 가지 생각만 하고 있다면, 어떤 것도 우리가 기억하는 것을 막을 수 없다. 하지만 여러 가지 일이 동시에 진행되고 있다면, 망각이 눈에 띄게 된다."

## 실제 세계 효과
출입구 효과의 존재에 대한 개별 연구들은 일상적인 생활 리듬과의 불일치를 드러냈다. 일부는 인간이 한 장소에서 다른 장소로의 이동과 그것이 기억 회상에 미치는 영향에 대해 - 특히 최근에 운반하던 물체와 관련하여 - 오히려 능숙하게 대처할 것이라고 예상하는 것이 타당할 수 있다고 제안한다. 또한 출입구 효과는 자기 보존 행동에 기인할 수 있다는 별도의 제안이 있었는데, 이는 그러한 문턱을 건널 때 출입구 가장자리에서 포식자가 숨어있을 수 있다는 것에 대한 경계심을 불러일으키는 것이다. 따라서 주의를 내부적 관점에서 외부적 관점으로 이끈다. 이러한 함의는 언어적 학습과 이해의 영역으로까지 확장된다. 작고 단기적인 기억 부하에 대해서도 이러한 효과가 존재한다는 것은, 특히 더 복잡한 과제(시험 자료 회상, 대인 관계 세부사항, 인간 상호작용 등)에 대한 후속 수행에 있어 개인의 환경이 중요하다는 것을 보여준다.
기억과 물리적 환경의 함의는 인지적 공감 격차의 개념을 포함하는 드러난 행동을 이끌어내는 데까지 그 역할이 확장되는데, 이는 개인의 정서 상태에 대한 심리화 과정의 편차에 의해 강조된다. 환경, 기억, 행동 사이의 관계에 대한 더 광범위한 기여의 예는 런던 소재의 행동 컨설팅 회사인 카우리 컨설팅의 "분홍색 벽으로 낙상 예방하기" 프로젝트에서 입증되었는데, 이는 건설 현장에서의 안전하지 않은 행동을 줄이는 것을 목표로 했다. 휴게실 벽을 베이커밀러 핑크색으로 칠하고, 식물, 더 부드러운 조명, 공용 탁자로 공간을 차별적으로 분할하도록 재구성하는 등의 물리적 환경 변화는 "불안, 스트레스, 공격성을 감소시키는" 것으로 관찰되었다.